# بيت ابو سالم (حجة)

تعديل مصدري - تعديل

بيت أبو سالم هي إحدى قرى عزلة المعمري بمديرية حجة التابعة لمحافظة حجة، بلغ تعداد سكانها 74 نسمة حسب تعداد اليمن لعام 2004.